# Parc d'État d'East Canyon
Le parc d'État d'East Canyon est situé dans l'Utah. Les activités sont concentrées autour du lac East Canyon.

## Géographie
La superficie du lac artificiel est de 2,75 km2.
Le site est à 60 km au nord-est de Salt Lake City, 18 km au sud-est de Morgan et 17 km au sud d'Henefer.

## Histoire
Des chemins aménagés reprennent les parcours des premiers colons mormons et celui de l'Expédition Donner.
Le barrage d'East Canyon a été construit en 1966.

## Informations touristiques
L'accès se fait par l'Utah State Route 65 depuis Henefer et l'Utah State Route 66 depuis Salt Lake City et Morgan.
Les droits d'entrées sont de 7$ pour une voiture et 14$ pour une nuit en camping.
3 sites pour camper sont disponibles : Big Rock, Dixie Creek et River's Edge. Ils sont situés au nord et au sud du lac.
Les activités possibles sont la baignade, la navigation de plaisance, la pêche et le ski nautique.
L'affluence du parc était de 55 904 visiteurs en 2005.